# Copa Libertadores onder 20 - 2011
De Copa Libertadores onder 20 - 2011 was de eerste editie van de Copa Libertadores onder 20 het jaarlijkse voetbaltoernooi van de CONMEBOL. Het toernooi werd gehouden van 10 juni 2011 tot en met 26 juni 2011 in Lima , Peru. Spelers die geboren waren voor 1 januari 1990 waren speelgerechtigd.

## Speelsteden
| Lima                         |  |
| ---------------------------- |  |
| Estadio Monumental           |  |
| Capaciteit: 80.093           |  |
|                              |  |
| Lima                         |  |
| Estadio Alejandro Villanueva |  |
| Capaciteit: 35,000           |  |
|                              |  |

## Groepsfase
| Legenda | Legenda                                                                               |
| ------- | ------------------------------------------------------------------------------------- |
|         | Groepswinnaars, Nummers 2, en de beste 2 nummers 3 plaatsen zich voor de kwartfinales |

### Groep A
| Team              | AW | G | G | V | DV | DT | DS | Pnt |
| ----------------- | -- | - | - | - | -- | -- | -- | --- |
| Nacional          | 3  | 2 | 1 | 0 | 4  | 1  | +3 | 7   |
| Universitario     | 3  | 1 | 1 | 1 | 2  | 4  | −2 | 4   |
| Libertad          | 3  | 1 | 0 | 2 | 4  | 3  | 1  | 3   |
| Jorge Wilstermann | 3  | 1 | 0 | 2 | 2  | 4  | −2 | 3   |

### Groep B
| Team                 | AW | G | G | V | DV | DT | DS | Pnt |
| -------------------- | -- | - | - | - | -- | -- | -- | --- |
| Boca Juniors         | 3  | 2 | 1 | 0 | 7  | 2  | +5 | 7   |
| Alianza Lima         | 3  | 2 | 0 | 1 | 7  | 5  | +2 | 6   |
| Universidad Católica | 3  | 1 | 0 | 2 | 4  | 8  | −4 | 3   |
| Caracas              | 3  | 0 | 1 | 2 | 2  | 5  | −3 | 1   |

### Groep C
| Team                     | AW | G | G | V | DV | DT | DS | Pnt |
| ------------------------ | -- | - | - | - | -- | -- | -- | --- |
| Flamengo                 | 3  | 1 | 2 | 0 | 4  | 2  | +2 | 5   |
| Independiente José Terán | 3  | 1 | 1 | 1 | 4  | 4  | 0  | 4   |
| América                  | 3  | 1 | 1 | 1 | 4  | 5  | −1 | 4   |
| Millonarios              | 3  | 0 | 2 | 1 | 2  | 3  | −1 | 2   |

### Rangschikking van de nummers 3
| Groep | Team                 | AW | G | G | V | DV | DT | DS | Pnt |
| ----- | -------------------- | -- | - | - | - | -- | -- | -- | --- |
| C     | América              | 3  | 1 | 1 | 1 | 4  | 5  | −1 | 4   |
| A     | Libertad             | 3  | 1 | 0 | 2 | 4  | 4  | 0  | 3   |
| B     | Universidad Católica | 3  | 1 | 0 | 2 | 4  | 8  | −4 | 3   |

## Knock-outfase

### Kwartfinales
|                    |          |            |         |                                                       |
| 20 juni 2011 18:00 | Nacional | 0–1        | América | Estadio Monumental, Lima Scheidsrechter: Manuel Garay |
| 20 juni 2011 18:00 |          | Doncel 57' |         | Estadio Monumental, Lima Scheidsrechter: Manuel Garay |

|                    |                       |     |               |                                                          |
| 20 juni 2011 20:20 | Boca Juniors          | 2–1 | Libertad      | Estadio Monumental, Lima Scheidsrechter: Georges Buckley |
| 20 juni 2011 20:20 | Unrein 50' Unrein 75' |     | Caballero 45' | Estadio Monumental, Lima Scheidsrechter: Georges Buckley |

|                    |                                   |     |                          |                                                           |
| 21 juni 2011 15:00 | Universitario                     | 3–0 | Independiente José Terán | Estadio Monumental, Lima Scheidsrechter: Patricio Loustau |
| 21 juni 2011 15:00 | La Torre 84' Polo 85' Mimbela 88' |     |                          | Estadio Monumental, Lima Scheidsrechter: Patricio Loustau |

|                    |                                  |     |                                                   |                                                                    |
| 21 June 2011 20:00 | Flamengo                         | 1–5 | Alianza Lima                                      | Estadio Alejandro Villanueva, Lima Scheidsrechter: Patricio Pollit |
| 21 June 2011 20:00 | Rafinha 20' Víctor 35' César 60' |     | Soto 33' 72' Portugal 60' Reyna 82' Olascuaga 89' | Estadio Alejandro Villanueva, Lima Scheidsrechter: Patricio Pollit |

### Halve finales
|                    |         |            |              |                                                                   |
| 22 juni 2011 20:00 | América | 0–1        | Boca Juniors | Estadio Alejandro Villanueva, Lima Scheidsrechter: Henry Gambetta |
| 22 juni 2011 20:00 |         | Imbert 43' |              | Estadio Alejandro Villanueva, Lima Scheidsrechter: Henry Gambetta |

|                    |                                           |     |                                               |                                                                                |
| 23 juni 2011 20:00 | Universitario                             | 0–0 | Alianza Lima                                  | Estadio Monumental, Lima Toeschouwers: 40.000 Scheidsrechter: Alfredo Intriago |
| 23 juni 2011 20:00 |                                           |     |                                               | Estadio Monumental, Lima Toeschouwers: 40.000 Scheidsrechter: Alfredo Intriago |
| 23 juni 2011 20:00 | Strafschoppen                             |     |                                               | Estadio Monumental, Lima Toeschouwers: 40.000 Scheidsrechter: Alfredo Intriago |
| 23 juni 2011 20:00 | Franco Ampuero Polo López La Torre Romero | 5–4 | Hurtado Soto Trujillo Ascues Hinostroza Bazán | Estadio Monumental, Lima Toeschouwers: 40.000 Scheidsrechter: Alfredo Intriago |

### Kleine finale
|                    |             |     |              |                                                                     |
| 25 juni 2011 16:00 | América     | 1–0 | Alianza Lima | Estadio Alejandro Villanueva, Lima Scheidsrechter: Patricio Loustau |
| 25 juni 2011 16:00 | Jiménez 82' |     |              | Estadio Alejandro Villanueva, Lima Scheidsrechter: Patricio Loustau |

### Finale
|                    |                                |     |                             |                                                                              |
| 26 juni 2011 16:00 | Boca Juniors                   | 1–1 | Universitario               | Estadio Monumental, Lima Toeschouwers: 50.000 Scheidsrechter: Leandro Vuaden |
| 26 juni 2011 16:00 | Rossi 48'                      |     | Ampuero 24'                 | Estadio Monumental, Lima Toeschouwers: 50.000 Scheidsrechter: Leandro Vuaden |
| 26 juni 2011 16:00 | Strafschoppen                  |     |                             | Estadio Monumental, Lima Toeschouwers: 50.000 Scheidsrechter: Leandro Vuaden |
| 26 juni 2011 16:00 | Unrein Imbert Achucarro Flores | 2–4 | Franco Mimbela Romero López | Estadio Monumental, Lima Toeschouwers: 50.000 Scheidsrechter: Leandro Vuaden |